# Wood cherry
Wood Cherryは、日本のDJ、作曲家、音楽プロデューサーユニット。国内、国外へのアーティストへの提供、DJとして活動。大阪出身の2人組。ベリーグッドマンのアルバム「TEPPAN」に【Good Vibes.Chill Out】の2曲を楽曲提供。